# Espada vikinga
La espada vikinga o espada carolingia es el tipo de espada predominante en Europa Occidental y Septentrional durante la Alta Edad Media.
La espada de la época vikinga o carolingia se desarrolló en el siglo VIII a partir de la espada merovingia más concretamente, la producción franca de espadas en los siglos VI al VII y durante los siglos XI al XII a su vez dio origen a la espada caballeresca del período románico.

## Terminología
Aunque popularmente llamada "espada vikinga", este tipo de espada se produjo en el Imperio franco durante la época carolingia. La asociación del nombre "Vikingo" con estas espadas se debe a la desaparición del ajuar funerario en la Francia cristiana en el siglo VIII, por lo que la mayor parte de las hojas de espada de fabricación franca de este período se encontraron en entierros paganos de la era vikinga en Escandinavia, importados por comercio, pago de rescate o saqueo, mientras que los hallazgos de Europa continental se limitan principalmente a hallazgos perdidos en los lechos de los ríos.
Las espadas de los siglos VIII al X también se denominan "espadas carolingias", mientras que las espadas de finales de la era vikinga y principios de la Alta Edad Media (finales del siglo X a principios del XII) se mezclan en la categoría de espadas normandas o el desarrollo temprano de la espada caballeresca.
Durante la era vikinga, el imperio carolingio fue central para las espadas avanzadas. El área produjo las armas de mejor calidad que se encuentran en Europa Central y del Norte.

## Historia

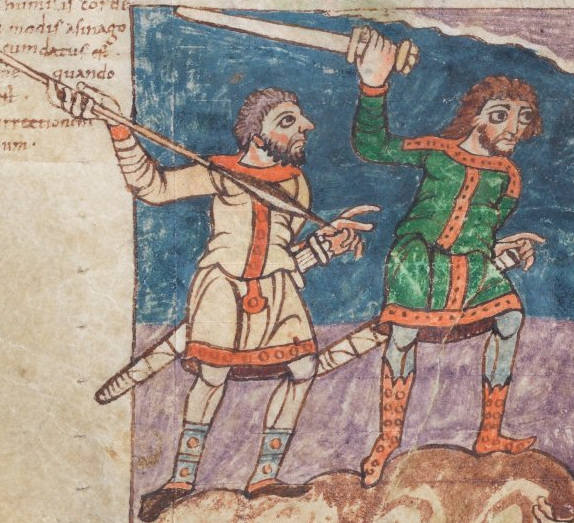
Dos hombres armados con espadas, detalle de una ilustración del Salterio de Stuttgart (fol. 7v), fechada c. 830.

Durante el reinado de Carlomagno, el precio de una espada (una spata) con vaina se fijó en siete sólidos ( Lex Ripuaria). Las espadas todavía eran armas comparativamente caras, aunque no tan exclusivas como durante el período merovingio, y en los capitulares de Carlomagno, solo los miembros de la caballería, que podían permitirse el lujo de poseer y mantener un caballo de guerra, debían estar equipados con espadas. La crónica de Regino sugiere que a fines del siglo IX, la espada se consideraba el arma principal de la caballería.
Hay muy pocas referencias a la producción de espadas de la época carolingia, aparte de una referencia a los emundatores vel politores presentes en los talleres de la Abadía de Saint Gall. En el Salterio de Utrecht (fol. 35v) se muestran dos hombres afilando espadas, uno con una piedra de afilar y el otro con una lima.
La espada reemplazó gradualmente al seax desde finales del siglo VIII hasta principios del IX. Debido a que el ajuar funerario ya no se depositaba en Francia en el siglo VIII, los hallazgos continentales se limitan principalmente a hallazgos perdidos en lechos de ríos (donde las condiciones anaeróbicas favorecieron la conservación del acero), y la mayoría de los ejemplos existentes de espadas carolingias provienen de tumbas de culturas del norte o del este, donde las costumbres funerarias paganas todavía estaban en vigor.
La soldadura patrón dejó de usarse en el siglo IX, cuando se dispuso de acero de mayor calidad. Un mejor acero también permitió la producción de hojas más estrechas, y las espadas del siglo IX tienen un ahusamiento más pronunciado que sus predecesoras del siglo VIII, desplazando el punto de equilibrio hacia la empuñadura.

## Cultura

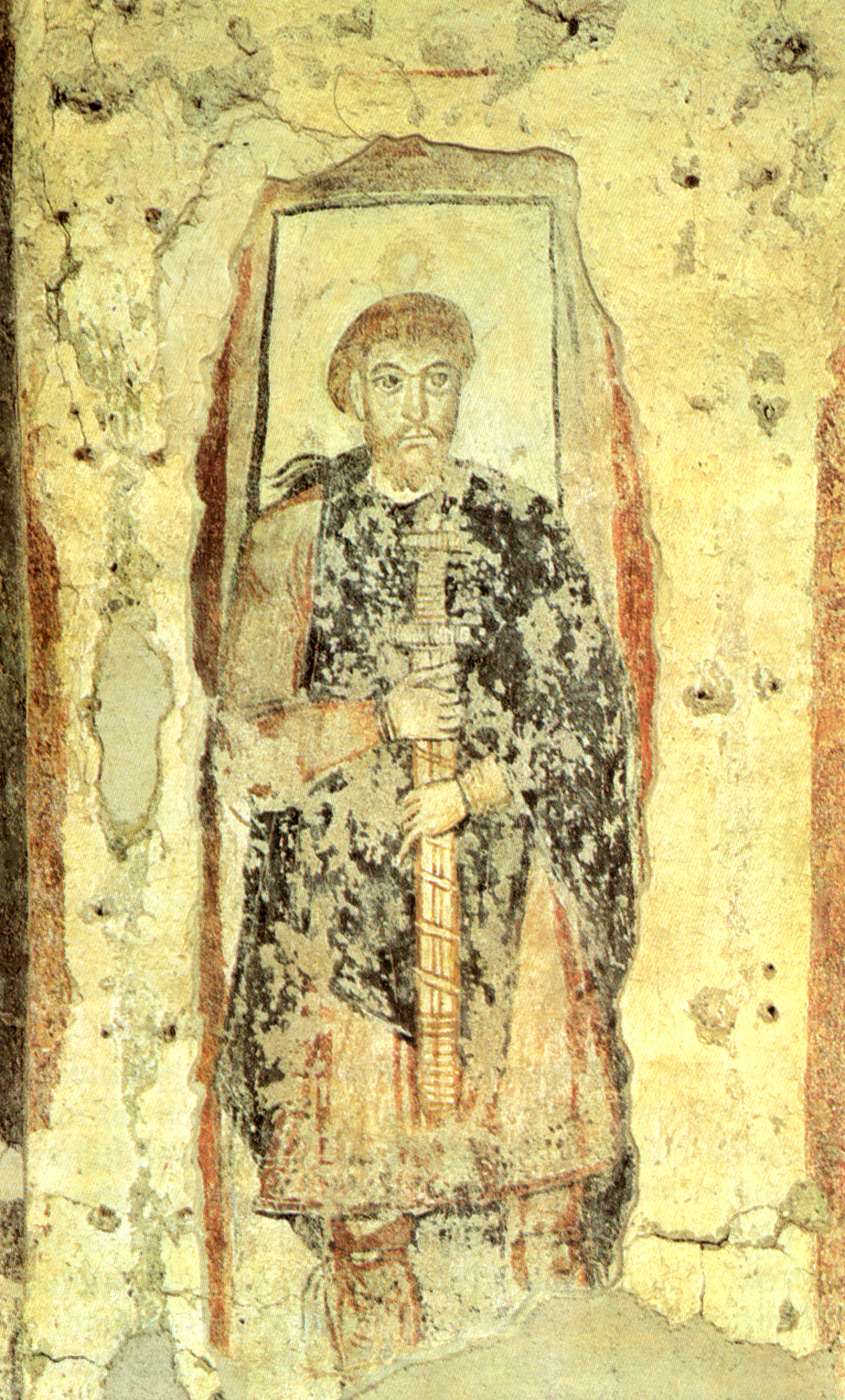
Representación de una espada carolingia con vaina (retrato de donante en la iglesia de San Benedikt en Mals, Tirol del Sur, principios del)

Las espadas eran muy costosas de hacer y un signo de alto estatus. Poseer una espada era una cuestión de gran honor. Las personas de estatus pueden poseer espadas ornamentadas con acentos e incrustaciones de plata. La mayoría de los guerreros vikingos tendrían una espada, ya que una incursión generalmente era suficiente para comprar una buena espada. La mayoría de los hombres libres tendrían una espada, aunque los goðar, los jarls y, a veces, hombres libres más ricos que poseían espadas mucho más ornamentadas. Los granjeros pobres usarían un hacha o una lanza en su lugar, pero después de un par de incursiones tendrían suficiente para comprar una espada. Una espada mencionada en la saga de Laxdæla estaba valorada en media corona, lo que correspondería al valor de 16 vacas lecheras. La construcción de tales armas fue un esfuerzo altamente especializado y muchas hojas de espada fueron importadas de tierras extranjeras, como Renania. Las espadas podían tardar hasta un mes en forjarse y tenían un valor tan alto que se transmitían de generación en generación. A menudo, cuanto más antigua era la espada, más valiosa se volvía. Los artesanos locales a menudo agregaban sus propias empuñaduras elaboradamente decoradas, y muchas espadas recibían nombres, como Leg-biter y Gold-hilt.
Como se mencionó anteriormente, una espada era tan valorada en la sociedad nórdica que las sucesivas generaciones de guerreros apreciaban las buenas hojas. Incluso hay alguna evidencia de los entierros vikingos para el deliberado y posiblemente ritual de "matar" espadas, lo que implicaba que la hoja se doblara para que no se pudiera usar más. Debido a que los vikingos a menudo eran enterrados con sus armas, el "matar" espadas puede haber tenido dos funciones. Una función ritualista al retirar un arma con un guerrero, y una función práctica al disuadir a los ladrones de tumbas de perturbar el entierro para obtener una de estas costosas armas. De hecho, los hallazgos arqueológicos de restos de espadas de metal dobladas y quebradizas atestiguan el entierro regular de los vikingos con armas, así como la habitual "matanza" de espadas. Las espadas no eran exclusivas de los vikingos, sino que se usaban en toda Europa.

## Empuñaduras
Las espadas francas a menudo tenían pomos en forma de una serie de tres o cinco lóbulos redondeados. Este fue un desarrollo franco nativo que no existía antes del siglo VIII, y el diseño se representa con frecuencia en el arte pictórico de la época, por ejemplo, en los manuscritos del Salterio de Stuttgart, el Salterio de Utrecht, los Evangelios de Lothar y la Psychomachia de Berna, así como en los frescos de la pared en la iglesia de Mals, Tirol del Sur. Del mismo modo, la costumbre de las inscripciones incrustadas en las hojas es una innovación franca que data del reinado de Carlomagno, especialmente en el grupo de hojas Ulfberht, pero continuó en el período alto medieval y alcanzó su punto máximo de popularidad en el siglo XII. Si bien las inscripciones en las hojas se vuelven más comunes durante la era vikinga, la costumbre de decorar la empuñadura con metales preciosos, heredada de la espada merovingia y extendida durante los siglos VIII y IX, está en declive a lo largo del siglo X. La mayoría de las espadas fabricadas a finales del siglo X en lo que ahora era el Sacro Imperio Romano Germánico, aunque todavía se ajustan morfológicamente al tipo de "espada vikinga", tienen empuñaduras de acero liso.

## Comercio
La distribución de espadas francas en toda Escandinavia y tan al este como Bulgaria del Volga dan fe de la considerable importancia de las exportaciones de armas francas, a pesar de que los reyes carolingios intentaron evitar la exportación de armas a enemigos potenciales; en 864, Carlos el Calvo impuso la pena de muerte a la venta de armas a los vikingos. Ibn Fadlan en el siglo X señala explícitamente que los vikingos del Volga portaban espadas francas.
Las armas y armaduras de fabricación extranjera, específicamente francas, jugaron un papel especial en la sociedad nórdica. Los escandinavos los obtuvieron a través del comercio o como botín. Por lo tanto, su posesión y exhibición por parte de cualquier individuo significaría su posición en la jerarquía social y cualquier lealtad política que tuvieran. Un ejemplo de un intercambio de armas entre los francos y los anglosajones ocurrió en 795 cuando Carlomagno intercambió armas con el rey anglosajón Offa de Mercia.
La afinidad escandinava hacia las armas y armaduras extranjeras durante la época vikinga tuvo un aspecto eminentemente práctico. Los diseños de armas nórdicas estaban obsoletos y las fuentes de hierro en Escandinavia eran de mala calidad. Muchas de las armas vikingas más importantes estaban muy ornamentadas, lujosamente decoradas con oro y plata. Las armas adornadas como tales cumplían grandes funciones religiosas y sociales. Estos metales preciosos no se producían en Escandinavia, por lo que también habrían sido importados. Una vez en Escandinavia, los metales preciosos habrían sido incrustados en las empuñaduras y hojas de las armas creando patrones geométricos, representaciones de animales y (posteriormente) símbolos cristianos.
A mediados del siglo IX, hubo una afluencia de estas armas de alta calidad en Escandinavia, y las armas francas se convirtieron en el estándar para todos los vikingos. Como observó Ahmad ibn Fadlan en su relato de su viaje a Rusia, cada vikingo llevaba una "espada del tipo franco". Los francos intentaron limitar el uso de armas y armaduras producidas en Francia por parte de los vikingos, por temor a que eventualmente se enfrentaran a oponentes igualmente armados. El capítulo 10 del Capitulare Bononiense de 811 declaró ilegal que cualquier funcionario clerical suministrase espadas o armaduras a personas no francas. Leyes como esta fueron promulgadas en toda Francia. Finalmente, en 864, el rey Carlos el Calvo de Francia Occidental hizo que la práctica se castigara con la muerte. Algunos eruditos han propuesto que tales leyes demostraron ser tan efectivas para detener el flujo de armas francas que iniciaron la práctica de las incursiones por las que los vikingos se hicieron famosos.

## Vainas
Las vainas carolingias estaban hechas de madera y cuero. Las decoraciones de vaina se representan en varios manuscritos (Salterio de Stuttgart, Salterio de Utrecht, Biblia de Vivian). Varias miniaturas muestran también el sistema de suspensión de la espada mediante el cinturón-espada. Si bien las vainas y los cinturones casi nunca se conservan, sus monturas de metal se han encontrado en tesoros de plata escandinavos y en tumbas croatas. Un juego completo parece haber incluido de dos a tres monturas ovaladas o semiovales, un extremo de correa grande, una hebilla de cinturón y una montura de trébol. Su disposición en el cinturón de la espada ha sido reconstruida por Menghin (1973).

## Morfología

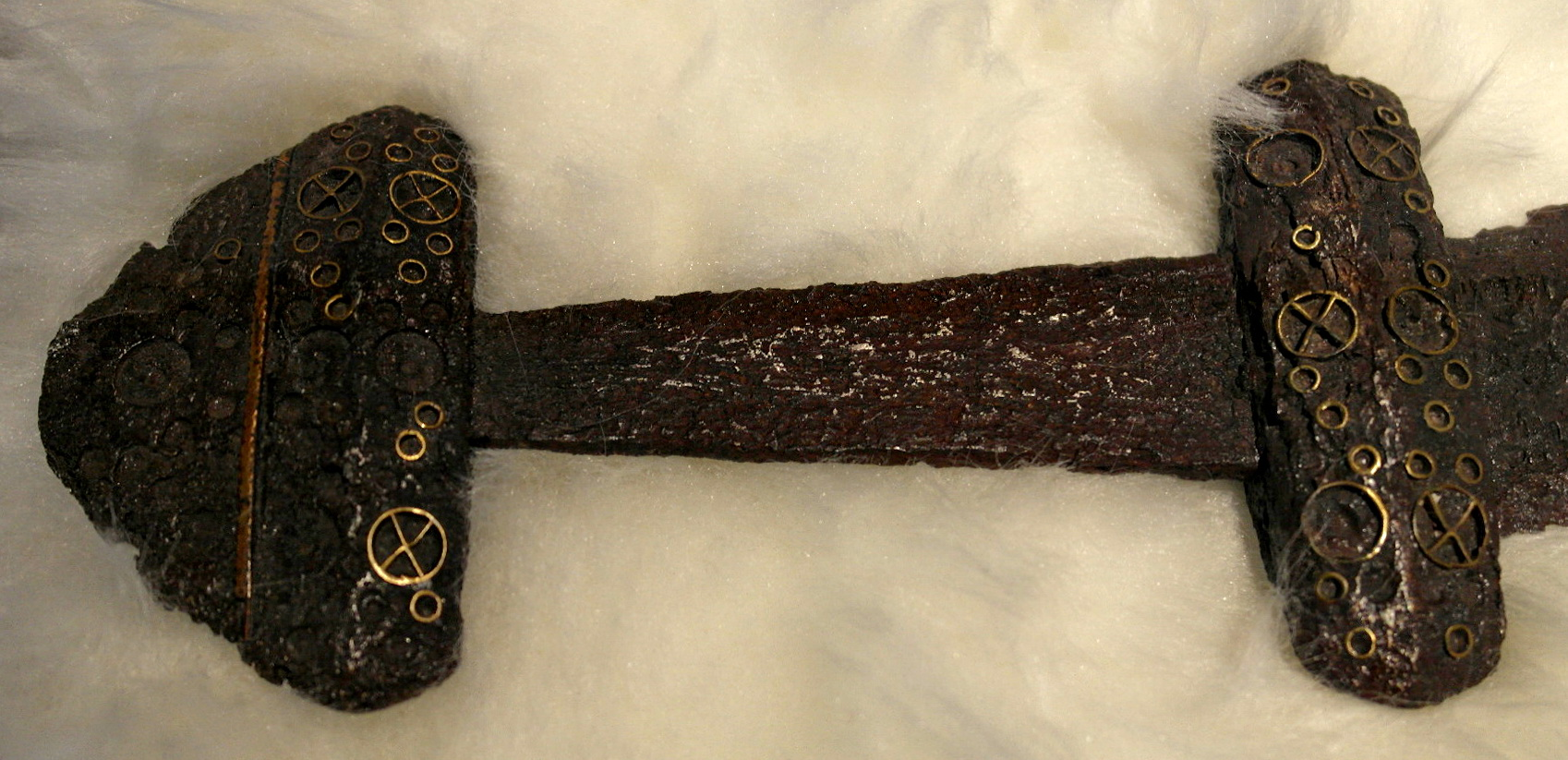
Empuñadura de espada tipo B con adornos de "rueda" de oro, fechada c. 750–850, encontrado en el río Mosa cerca de Den Bosch, Países Bajos (Rijksmuseum van Oudheden, Leiden)

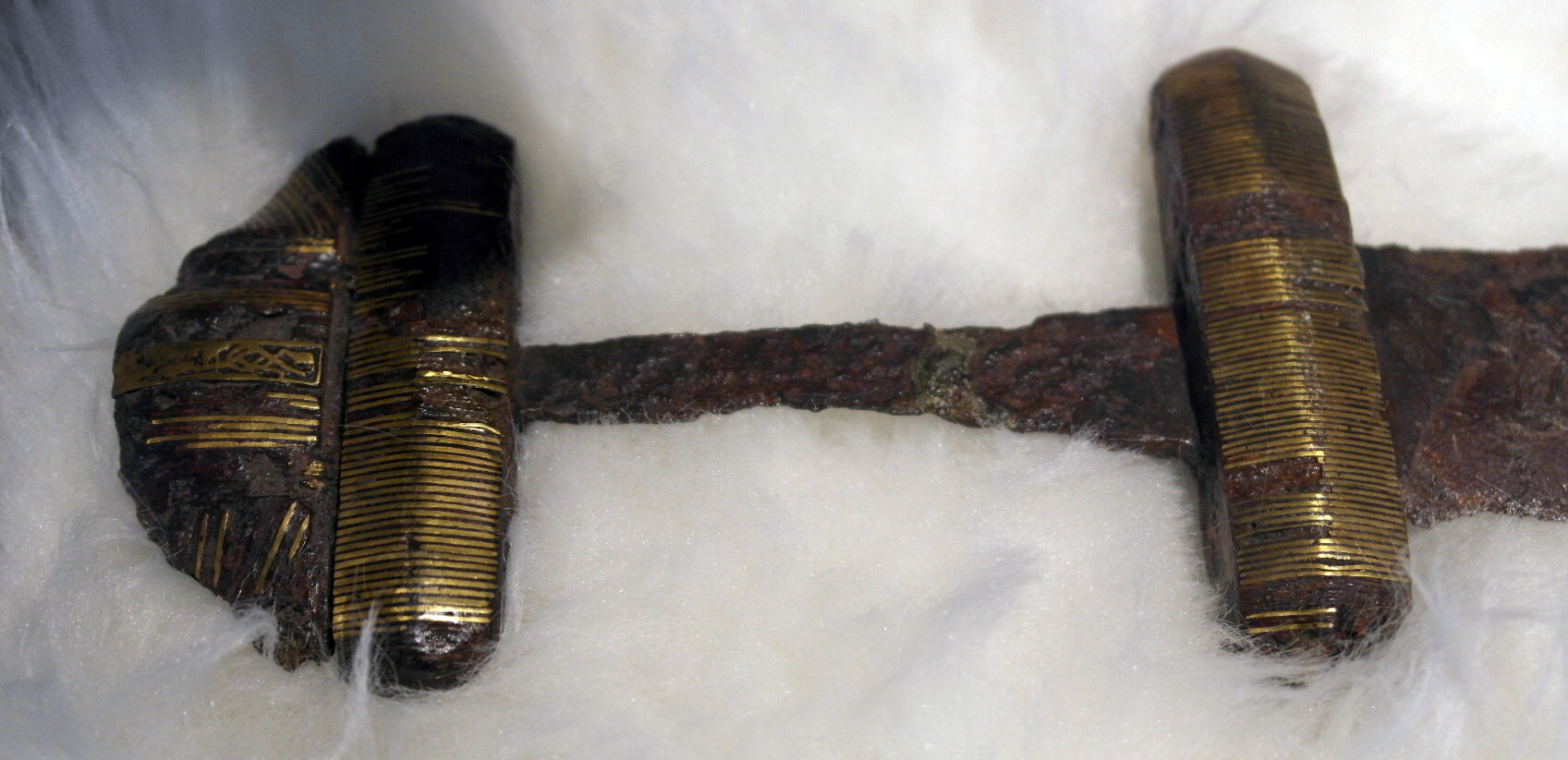
Empuñadura de espada tipo D con adornos de alambre de oro, fechada c. 750–850, encontrado en el río Mosa cerca de Aalburg, Países Bajos (Rijksmuseum van Oudheden, Leiden)

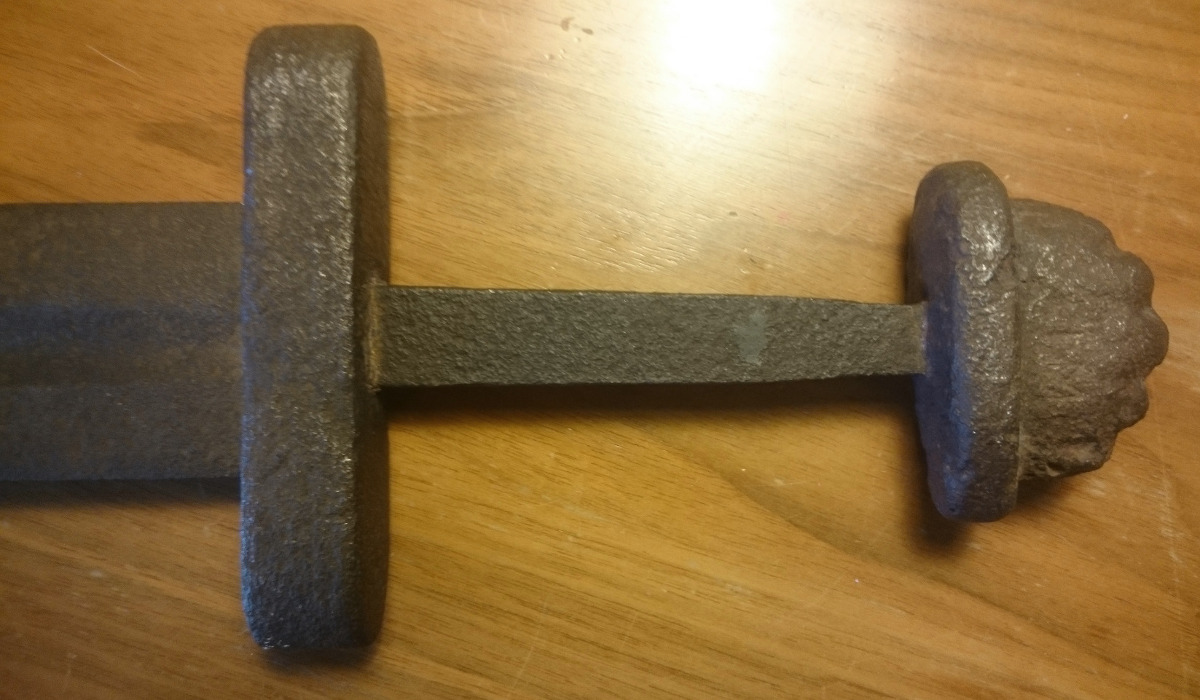
Empuñadura de una espada franca de c., con el característico pomo lobulado.

El estudio seminal del tema se debe a Jan Petersen ( De Norske Vikingsverd, 1919).
Petersen ideó la tipología de empuñadura original de 26 tipos que todavía se usa ampliamente en Europa para clasificar y fechar espadas vikingas. Basado en alrededor de 1700 hallazgos de espadas vikingas en Noruega, esta tipología sigue siendo la más utilizada. Los tipos de Petersen se identifican con letras mayúsculas de la A a la Z. Petersen enumeró un total de 110 especímenes encontrados en Noruega. De estos, 40 eran de doble filo, 67 de un solo filo y 3 indeterminados.
Mortimer Wheeler creó en 1927 una tipología simplificada de empuñaduras de espada basada en hallazgos de Gran Bretaña, combinando la tipología de empuñadura de Petersen con una tipología de hoja, en nueve tipos etiquetados del I al IX.
Oakeshott agregó en 1960 dos tipos más a la tipología de Wheeler, cerrando la brecha entre la era vikinga y la espada medieval posterior.
En 1991, Geibig introdujo una tipología adicional basada en la morfología de las hojas (tipos 1 a 14) y una tipología de formas de pomo (tipos 1 a 17, con subtipos), centrándose en las espadas de los siglos VIII al XII que se encuentran dentro de los límites de Francia Oriental (como tal, incluidos los tipos de transición entre la espada "vikinga" y la "caballeresca").
Ese mismo año, Oakeshott clasificó todas las espadas de la era vikinga como su tipo X.

## Metalurgia
Un aspecto importante en el desarrollo de la espada europea entre los períodos temprano y alto medieval es la disponibilidad de acero de alta calidad. Las espadas del período de migraciones, así como las de inicio de la Edad Media, se produjeron principalmente mediante la técnica de soldadura de patrones, también conocida como acero de "falso Damasco" (véase Acero de Damasco). Los hornos bajos de acero de alta calidad lo suficientemente grandes como para producir una hoja de espada completa rara vez estaban disponibles en Europa en ese momento, principalmente a través de la importación de Asia Central, donde una industria del acero al crisol comenzó a establecerse desde c. el siglo VIII. Es cada vez más probable que las espadas de mayor calidad fabricadas después del año 1000 d. C. tengan hojas de acero al crisol. El grupo de espadas Ulfberht incluye una amplia gama de aceros y métodos de producción. Un ejemplo de una tumba del siglo X en Nemilany, Moravia, tiene un núcleo soldado con patrón con bordes de corte endurecidos soldados. Otro ejemplo parece haber sido fabricado con acero hipoeutectoide de alta calidad posiblemente importado de Asia Central.

## Ejemplos notables

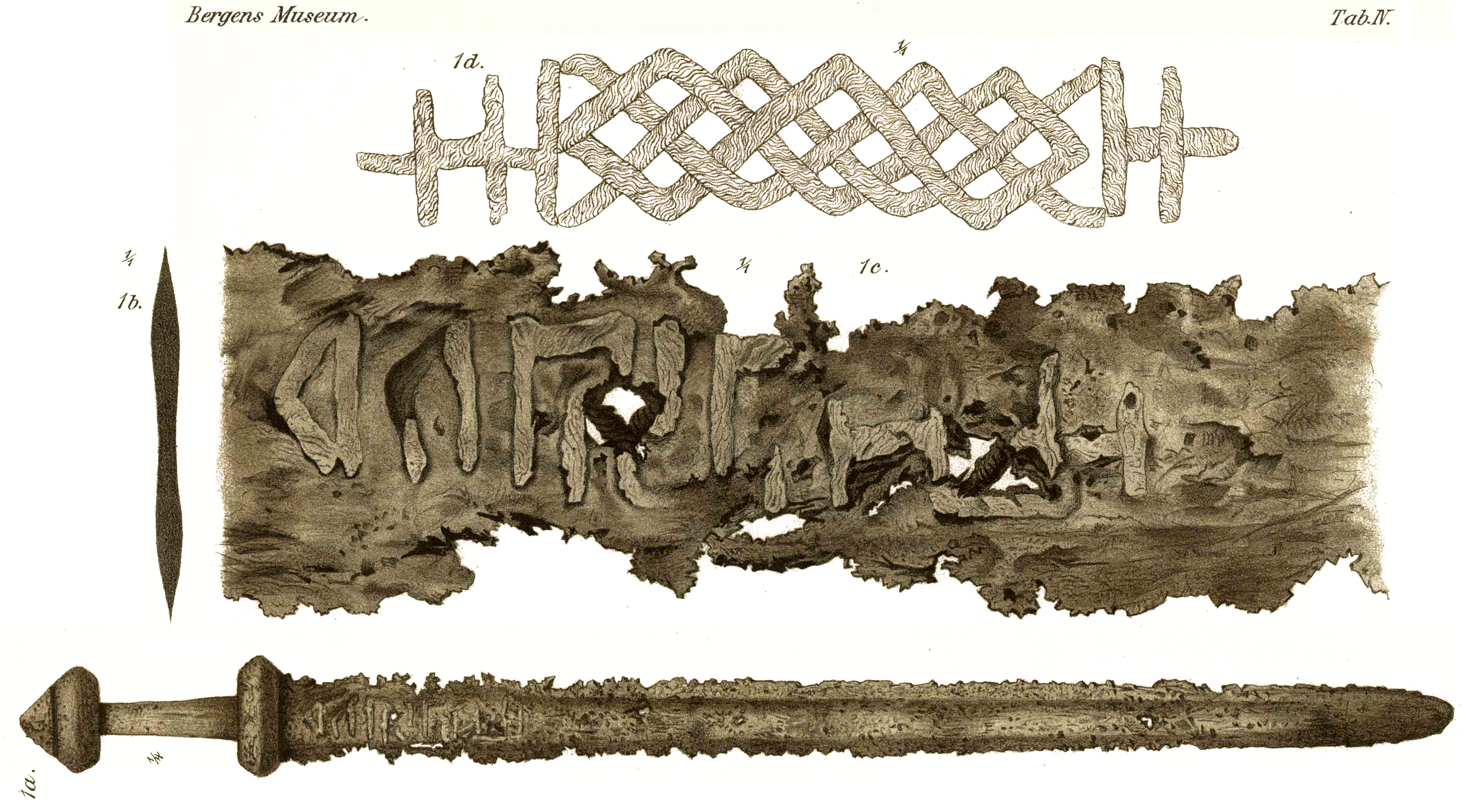
Dibujo de la espada Sæbø y su inscripción de Petersen (1919).

- La espada de Sæbø, una espada tipo C del siglo IX encontrada en 1825 en un túmulo en Sæbø, Viksøyri, en la región noruega de Sogn. La espada destaca por la inscripción de su hoja, que ha sido interpretada como rúnica por George Stephens (1867), que sería muy excepcional; mientras que las empuñaduras de las espadas de la era vikinga a veces tenían incisiones con runas, las inscripciones de las hojas con incrustaciones están, con esta posible excepción, invariablemente en el alfabeto latino.
- Una de las espadas existentes más pesadas y largas de la era vikinga data del siglo IX y se encontró en Flå, ahora conservada en el Museo de Historia Cultural de Oslo, con una longitud total de 102.4 cm y una masa de 1.9 kg.[37]
- Espada de San Esteban: una espada del siglo X del tipo T de Petersen, con empuñadura de dientes de morsa con adornos tallados de estilo Mammen. En exhibición como la espada de coronación del rey húngaro San Esteban en el Tesoro de la Catedral de San Vito, Praga.[38]
- Espada de Lincoln (espada River Witham): una espada que data del siglo X, con una hoja de fabricación alemana/ otoniana clasificada como una variante tipo L de Petersen (tipo "Wallingford Bridge" de Evison) y accesorios de empuñadura añadidos por un artesano anglosajón. se recuperó del río Witham frente a Monks Abbey, Lincoln en 1848.[39] Peirce (1990) hace una mención especial a esta espada como "impresionante", "una de las espadas vikingas más espléndidas que existen".[40] La espada de Lincoln también es notable por ser una de las dos únicas que llevan la inscripción Leutfrit (+ LEUTFRIT) en la hoja, la otra es un hallazgo de Tartaristán (actualmente conservada en el Museo Histórico de Kazán). En el reverso, la hoja está incrustada con un patrón de doble desplazamiento.[41]
- La Espada de San cosme y San Damián es una espada del siglo X conservada en la abadía de Essen, decorada con baño de oro a finales del siglo X.
- La espada de Cawood y la espada Korsoygaden, estrechamente relacionada, son notables en el contexto de delinear "espadas de la era vikinga" a partir de tipos derivados de la Alta Edad Media; estas espadas encajan perfectamente en la tipología de "espada vikinga", pero Oakeshott (1991) las considera tipos derivados que datan del siglo XII.[42]